# Derhamnsviken
Derhamnsviken (estniska: Dirhami Laht) är bukt på Estland nordvästkust mot Östersjön. Den ligger i Nuckö kommun i norra Läänemaa, 80 km väster om huvudstaden Tallinn. Den avgränsas i sydväst av Derhamnsudden och i norr av Spithamnsudden. Vid dess strand ligger orten Derhamn (Dirhami).